# Мистецтво+Аукціон
Art+Auction — щомісячний мистецький журнал, який видається в Нью-Йорку Louise Blouin Media. Він був започаткований у 1979 році та має наклад близько 20 000 примірників.

## Зовнішні посилання
- Офіційний сайт архів